# Abdoulaye Traoré (Radsportler)
Abdoulaye Traoré ist ein ivorischer Straßenradrennfahrer.
Abdoulaye Traoré gewann 2004 bei der Tour de Ghana die erste Etappe in Cape Coast und konnte so auch die Gesamtwertung für sich entscheiden. In der Saison 2006 gewann er die sechste Etappe bei der Tour de l’Or Blanc. Bei der ivorischen Meisterschaft gewann Traoré das Straßenrennen und wurde Dritter im Einzelzeitfahren. Im nächsten Jahr belegte er den zweiten Platz im Straßenrennen der nationalen Meisterschaft hinter Eugène Kouamé Lokossoué.

## Erfolge
2006
- Ivorischer Meister – Straßenrennen